# Hinter Tief
Das Hinter Tief ist ein Tief, das durch die Stadt Emden und die Gemeinde Hinte im Landkreis Aurich im Nordwesten von Niedersachsen fließt. Der Ort Hinte, Hauptort der gleichnamigen Gemeinde, gibt dem Tief seinen Namen.
Das Hinter Tief hat keine „Quelle“ im eigentlichen Sinne. Der 4,7 Kilometer lange und zwischen 12 und 20 Meter breite Wasserlauf erstreckt sich zwischen dem Alten Graben in Emden und dem Kernbereich von Hinte, wo es auf das Knockster Tief trifft. Im Emder Stadtteil Harsweg unterquert das Tief die A 31.

## Geschichte
In der Vergangenheit war das Gebiet der heutigen Gemeinden Hinte, Krummhörn und in Teilen auch die (Samt-)Gemeinden Brookmerland und Südbrookmerland in hohem Maße vom Bootsverkehr auf den Kanälen abhängig, da die Wege bis ins frühe 20. Jahrhundert nur schlecht ausgebaut oder überhaupt nicht vorhanden waren. Dies lag zum einen an den schwierigen Boden- und Entwässerungsverhältnissen, zum anderen auch an finanziellen Mängeln. Für das 18. Jahrhundert wird beispielsweise über den Landweg berichtet: „Von Emden nach Greetsiel. Der Weg führt über Harsweg, Hinte, Wichhusen, Cirkwehrum, Damhusen, Dykhusen, Visquard und Appingen nach Greetsiel. Länge 3 1/2 Stunden. Der Weg verläuft ganz auf Kleiboden. Er ist zwischen Hinte und Harsweg, Dykhusen und Appingen niedrig und wird häufig bei hohem Winterwasser überschwemmt.“ Die Dörfer und die an das Kanalsystem angeschlossenen Höfe waren per Boot auf den Kanälen besser erreichbar als per Pferd und Kutsche.
Die Verbindung über das Knockster und Hinter Tief sowie das Alte und Neue Greetsieler Sieltief und ihre Seitenkanäle bildeten das Rückgrat des Warenverkehrs zur Seehafenstadt Emden und zum Hafenort Greetsiel. Besonders der Bootsverkehr mit Emden war von Bedeutung. Dorfschiffer übernahmen die Versorgung der Orte mit Gütern aus der Stadt und lieferten in der Gegenrichtung landwirtschaftliche Produkte: „Vom Sielhafenort transportierten kleinere Schiffe, sog. Loogschiffe, die umgeschlagene Fracht ins Binnenland und versorgten die Marschdörfer (loog = Dorf). Bis ins 20. Jahrhundert belebten die Loogschiffe aus der Krummhörn die Kanäle der Stadt Emden.“ Aus der Stadt kamen Investitionsgüter und Waren, die in den Dörfern nicht erhältlich waren, im Gegenzug lieferten die Dörfer landwirtschaftliche Produkte. Darunter war unter anderem auch Dung, der in die Moorkolonien Ostfrieslands weiterverschifft wurde, wo er als Dünger für die kargen Böden diente.
Heute dient das Tief vornehmlich den Freizeitsportarten Paddeln, Rudern, Boot fahren und Angeln.

## Entwässerung
Zuständig für die Unterhaltung des Hinter Tiefs und seiner Nebengewässer ist der I. Entwässerungsverband Emden mit Sitz in Pewsum, dem Hauptort der Krummhörn. Weite Teile des Verbandsgebietes liegen unter Normalnull, so dass ohne ausreichende Entwässerung bei anhaltenden Niederschlägen jene Gebiete unter Wasser stehen würden.